# ویلیام مورفی
ویلیام پری مورفی(به انگلیسی: William Parry Murphy) (زاده ۶ فوریه ۱۸۹۲ - درگذشته ۹ اکتبر ۱۹۸۷) زیست‌شناس آمریکایی برنده جایزه نوبل فیزیولوژی و پزشکی در سال ۱۹۳۴ به خاطر کشف اثر کبد بر کم‌خونی بود.
جایزه سال ۱۹۳۴ همزمان به ۳ دانشمند اعطا شد که یکی از آنها ویلیام مورفی و دو نفر دیگر به نامهای جورج ویپل و جورج مینوت هستند.
ویلیام مورفی در ۱۰ سپتامبر ۱۹۱۹ ازدواج کرد که حاصل آن یک پسر و یک دختر می‌باشد.